# Єврофілія
Єврофіл — особа, яка захоплюється європейською культурою, суспільством, історією, їжею, музикою тощо. У вужчому, часто принизливому сенсі термін єврофіл найчастіше вживається в Європі себе в політичному контексті, тобто в контексті некритичного ставлення до Європейського Союзу. Це належить до організацій та осіб з явною беззаперечною проєвропейською позицією, на відміну від євроскептиків і єврофобів.